# Kleestensee
Der Kleestensee (teils auch als Kleestener See bezeichnet) ist ein 8,5 Hektar großer Wuellsee in der Gemeinde Dobbertin im Landkreis Ludwigslust-Parchim in Mecklenburg-Vorpommern. Das steile Südufer ist als Flächennaturdenkmal ausgewiesen.

## Geografie
Der Kleestensee liegt in einer Rinne, die sich vom etwa 300 Meter nördlich befindlichen Ort Kleesten bis zum See Lüschow erstreckt. Diese Rinne besteht zum Großteil aus Grünland, die Hänge sind bewaldet. Das wenig gegliederte Gewässer besitzt maximale Ausdehnungen von etwa 480 × 220 Metern. Es wird von einem südlich von Kleesten beginnenden Graben durchflossen, der das Wasser zur Lüschow abführt.

## Flächennaturdenkmal Südlicher Steilhang des Kleestener Sees
Das Flächennaturdenkmal hebt sich als Steilhang mit einer Neigung von über 50° deutlich von seiner näheren Umgebung, einer flachwelligen Sanderlandschaft, ab. Das Schutzgebiet befindet sich am Nordrand des gleichnamigen Forstreviers im Naturpark Nossentiner/Schwinzer Heide. Eine wirtschaftliche Nutzung der Holzbestände findet nicht statt. Sämtliches Totholz verbleibt auf der Fläche. 
Das Gebiet ist über Wanderwege nicht zugänglich.

### Nutzungsgeschichte
Kleesten wurde bei der Bewidmung des Klosters Dobbertin 1227 zuerst als Gewässer genannt. 1257 als slawisches Dorf erwähnt, kam es Ende des 13. Jahrhunderts in Klosterbesitz. Nach Ende der Reformation blieb der Kleestener Landweg auch 1572 eine der wichtigsten von Norden nach Süden durch die Schwinzer Heide gehende Verkehrsverbindung. Während des Dreißigjährigen Krieges wurde 1634 auch Kleesten zerstört und lag 1646 noch gänzlich wüst. Erst 1704 hatte das Klosteramt eine Meierei, auch Schäferei genannt, mit 490 Schafen angelegt.
Bedingt durch den schlechten sandigen Ackerboden wurden große Teile der Feldmark aufgeforstet, der Kleestener Gutshof 1907 aus der Pacht genommen und dem Schwinzer Forstrevier der klösterlichen Forst angeschlossen.

### Pflanzen- und Tierwelt

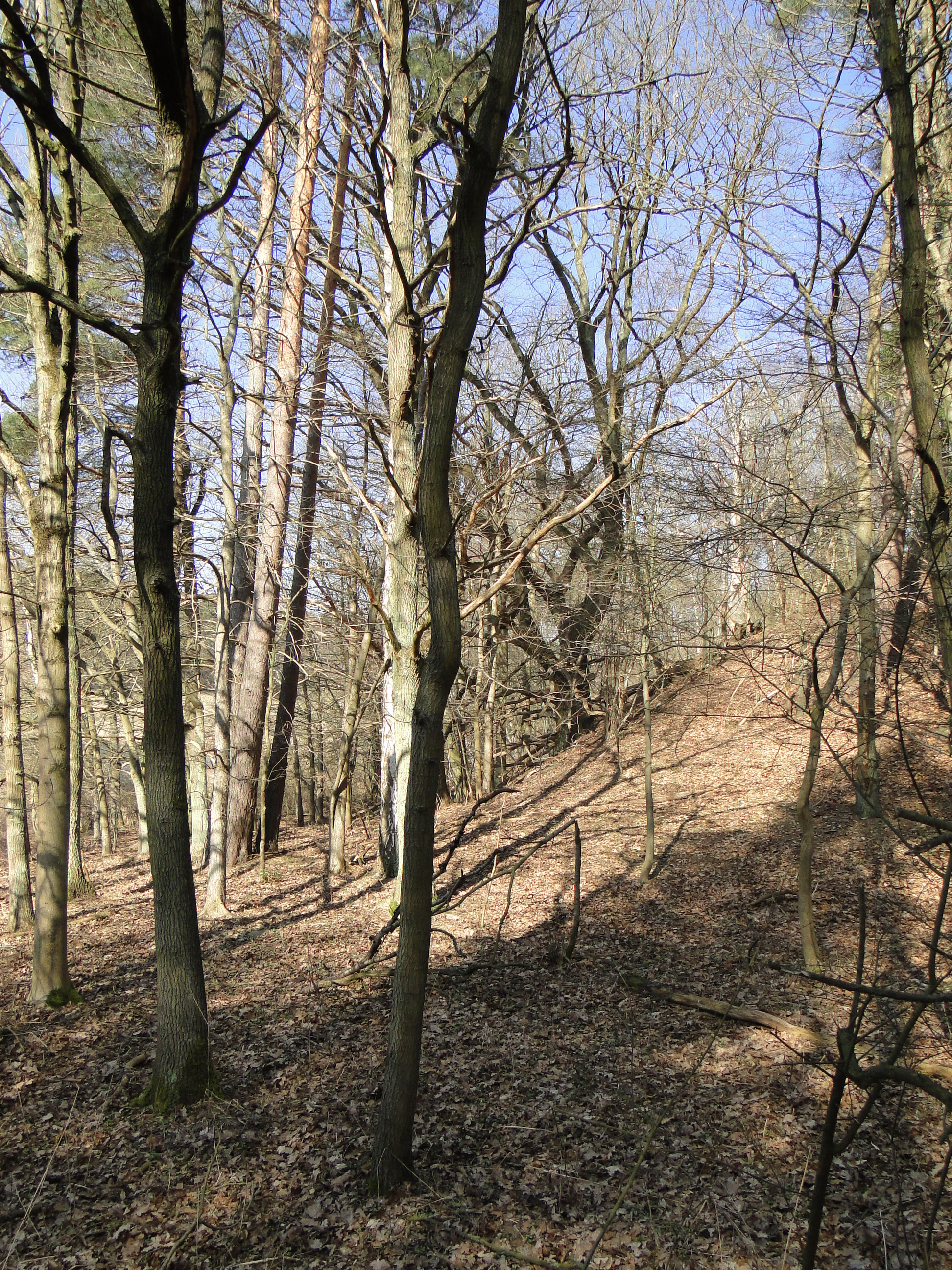
Steilhang am See (2011)

Der ursprüngliche Baumbestand wurde über viele Jahrhunderte, bedingt durch die Nährstoffarmut, durch die Pionierholzart Kiefer (Pinus sylvestris) dominiert. Heute werden die über 250-jährigen Kiefern durch die ungebremste Sukzession an den Rand ihrer Existenzfähigkeit gedrängt; denn unter dem Schirm der Kiefern konnten sowohl Stieleichen (Quercus robur) als auch die Rotbuche (Fagus sylvatica) Fuß fassen. 
Das heutige Bild ist ein natürlicher Mischbestand mit zunehmender Dominanz der Rotbuche und dem allmählichen Absterben der Kiefer. Im Uferrandbereich sind Schwarzerlen (Alnus glutinosa) und der Schwarze Holunder (Sambucus nigra) zu finden. Randlich wurden Rosskastanien (Aesculus hippocastanum) gepflanzt. Der Eingriffelige Weißdorn (Crataegus monogyna) und die Schlehe (Prunus spinosa) bilden natürliche Begleitstraucharten des Kiefern-Buchen-Mischwaldes. Durch das Absterben der Kiefern ist ein außergewöhnlich hoher Totholzanteil im Gebiet vorhanden.
Am südlichen Rand befindet sich eine über 250-jährige fünfstämmige Kiefer (Pinus sylvestris) mit einer Höhe von fast 33 Metern und einem Stammdurchmesser von 4,7 Metern, die 1979 als Naturdenkmal unter Schutz gestellt wurde. ND. Nr. 34. 
Die Hohltaube (Columba oenas) und der Schwarzspecht (Dryocopus martius) wurden als Brutvögel in den Höhlenbäumen nachgewiesen. Der Abendsegler (Nyctalus), die Fransenfledermaus (Myotis nattereri) und das Braune Langohr (Plecotus auritus) haben Sommerquartiere in diesem 1,74 Hektar großen Flächennaturdenkmal. Die Hohltaube gilt als gefährdeter Brutvogel in Mecklenburg-Vorpommern.

## Trivia

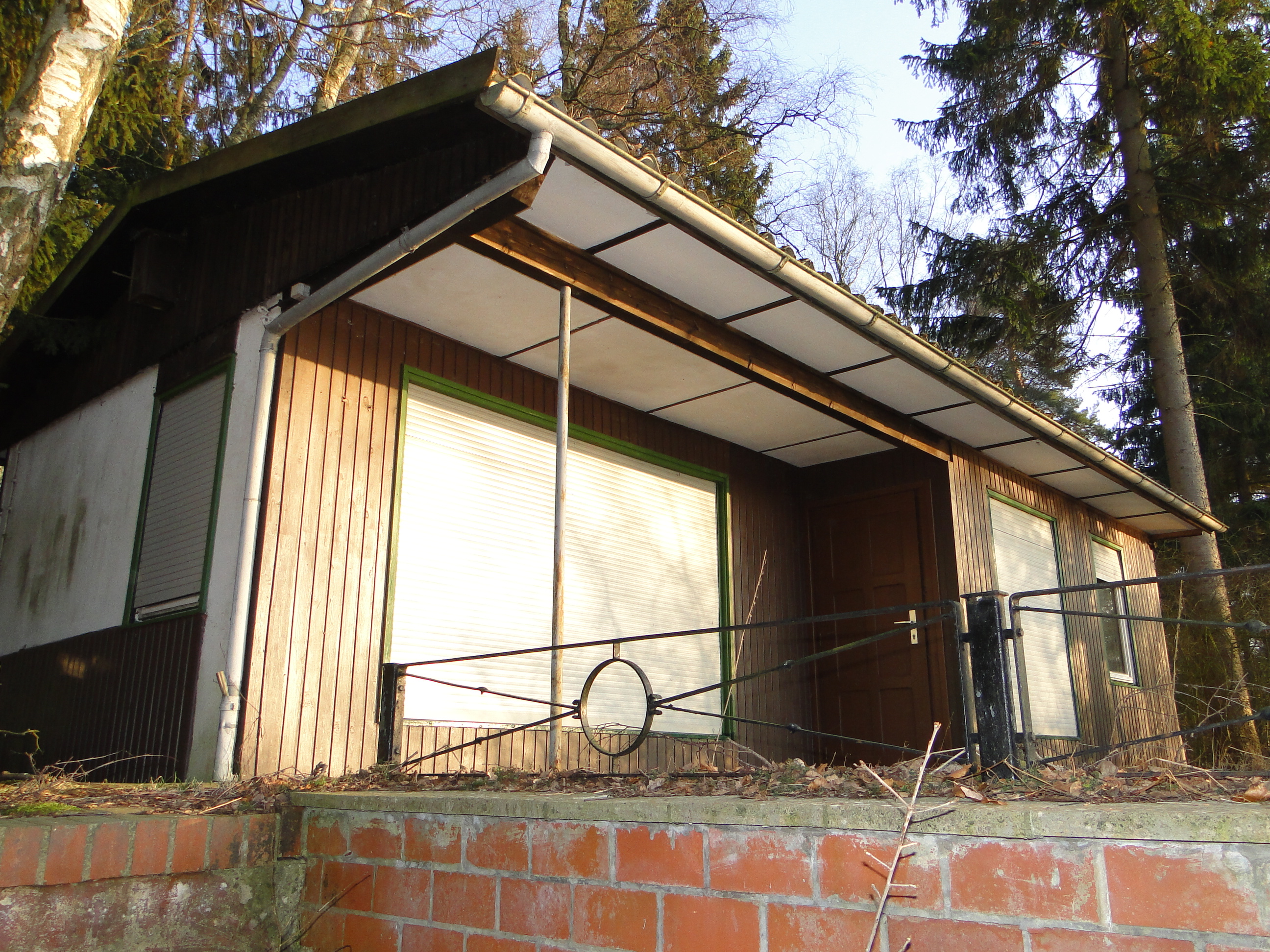
Zustand der Datsche 2011, danach entfernt

Am Kleestensee hatte Bernhard Quandt eine Datsche.

### Gedruckte Quellen
- Mecklenburgisches Urkundenbuch

### Ungedruckte Quellen
Landeshauptarchiv Schwerin (LHAS)
- LHAS 3.2-3/1 Landeskloster/Klosteramt Dobbertin.
- LHAS 5.12-4/2 Mecklenburgisches Ministerium für Landwirtschaft, Domänen und Forsten.

## Karten

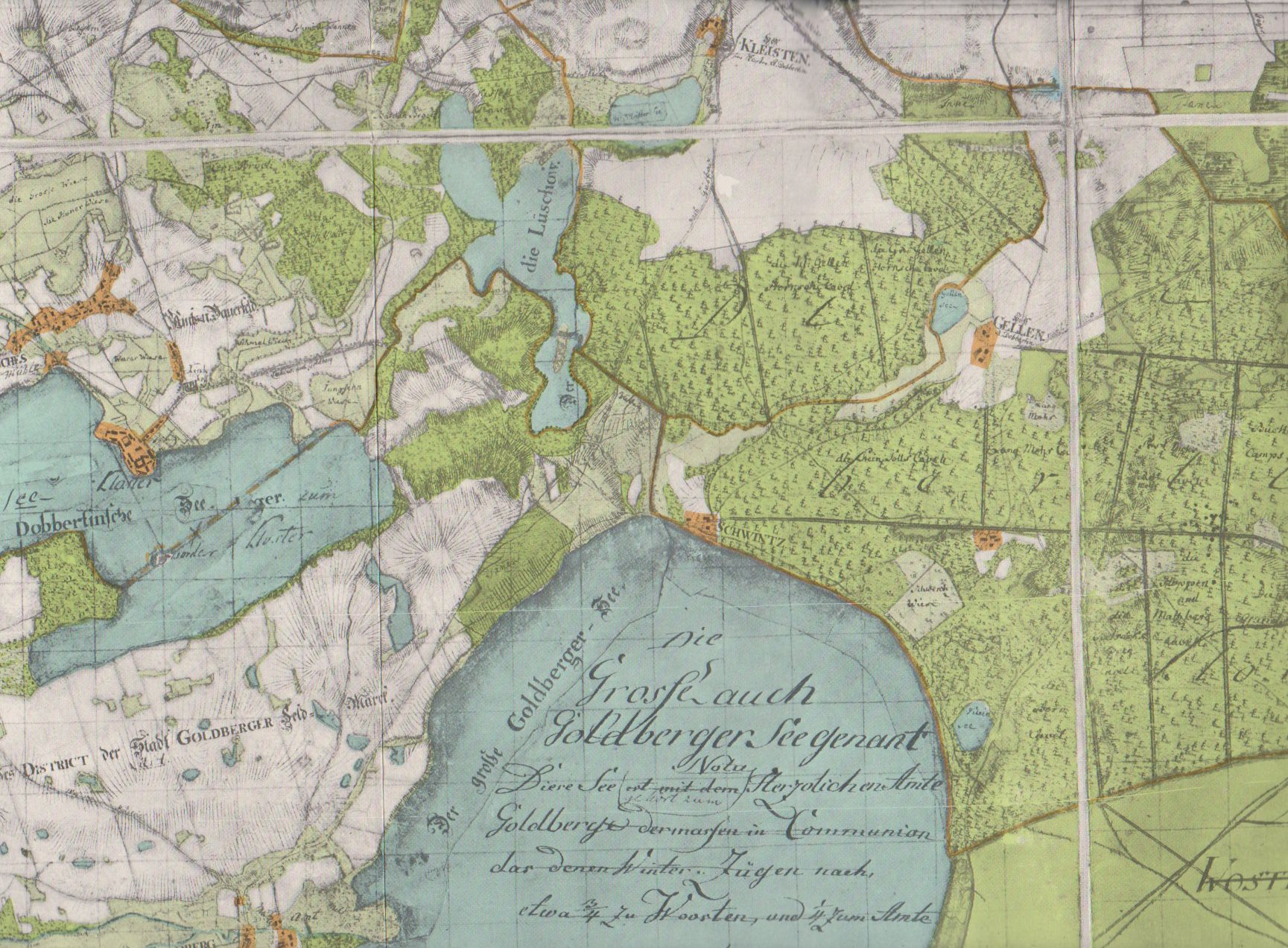
Wiebekings Karte (1786)

- Wiebekingsche Karte von Mecklenburg 1786.
- Wirtschaftskarte Forstamt Dobbertin 1927/1928.
- Offizielle Rad- und Wanderkarte Nossentiner/Schwinzer Heide 2010.